# Cibeles Romero
Cibeles Romero Misioner  (nacida el 22 de junio de 1978 en Madrid, Comunidad de Madrid) es una exjugadora de hockey sobre hierba española. Disputó los Juegos Olímpicos de Sídney 2000  con España, obteniendo un cuarto puesto. 

## Participaciones en Juegos Olímpicos
- Sídney 2000, puesto 4.